# Saint-Pierre-Quiberon
Saint-Pierre-Quiberon (tiếng Breton: Sant-Pêr-Kiberen) là một xã ở tỉnh Morbihan trong vùng Bretagne tây bắc Pháp. Xã này có diện tích 7,54 km², dân số năm 1999 là 2165 người. Khu vực này có độ cao từ 0-26 mét trên mực nước biển.
Cư dân của Saint-Pierre-Quiberon danh xưng trong tiếng Pháp là Saint-Pierrois.